# Como el cielo después de llover
Como el cielo después de llover es una película documental colombiana dirigida y escrita por Mercedes Gaviria, la hija del cineasta Víctor Gaviria. Fue estrenada en las pantallas colombianas el 14 de enero de 2021 e inició su paso por los festivales en 2019 participando en eventos como el Festival Internacional de Cine de Cartagena, el Festival de Cine de Gijón (en donde ganó el premio Jurado Joven a Mejor Largometraje), el Festival Internacional de Cine de Cali (en donde obtuvo el premio Luis Ospina) y el Festival de Cine de Mar del Plata, en el que obtuvo una mención especial.

## Sinopsis
Mercedes Gaviria, la hija del cineasta colombiano Víctor Gaviria (reconocido por dirigir películas como Rodrigo D. No Futuro, La vendedora de rosas, Sumas y restas y La mujer del animal), regresa a su ciudad natal para estar presente durante el rodaje de la película de su padre, quien ha registrado a lo largo de su carrera imágenes de su propia familia. Basada en estas imágenes, Mercedes Gaviria presenta un relato familiar de alegrías, desdichas, decepciones y gloria.

## Recepción
El crítico Camilo Calderón consideró que «La decisión de la directora de usar el audio como mecanismo narrativo es el acierto más contundente en esta propuesta, muestra del dominio ganado por Mercedes en su previa experiencia como sonidista. Para ella, el ruido cuenta y mucho más los silencios, como los de su madre y hermano. Mediante esta aproximación a las posibilidades sonoras es que Mercedes Gaviria logra dotar a la voz 'en off' y el fuera de campo de un sentido que evidencia más de lo que permite ver la cámara y se convierte en una presencia que vibra para hacerse notar, tal como en la elección de no mostrarse en su edad actual sino a partir de sus videos de niña».
Por su parte, Joselyne Gómez señaló que «en esta articulación de imágenes de archivo, testimonios y cuestionamientos propios, Mercedes Gaviria logra construir una mirada que, a pesar de deambular en un ambiente familiar e íntimo, también incluye reflexiones sobre la manera en que está empezando a asumir el cine».
Para Diego Lerer del portal MicropsiaCine, la película «reflexiona acerca del cine, de los modos de enfrentarse al arte, pero también analiza las imágenes y el rol que tienen en la historia familiar». En su reseña para OtrosCines, Diego Batlle asegura que «el resultado es un ensayo que en ciertos pasajes alcanza picos de lirismo y emoción».